# Borga (Berg)
Die Borga ist ein 2594 m hoher Berg mit abgeflachtem und eisbedecktem Gipfel, aus dem zahlreiche Kliffs hervorragen, im ostantarktischen Königin-Maud-Land. Sie ragt am Nordende des Borg-Massivs auf.
Norwegische Kartografen kartierten den Berg anhand geodätischer Vermessungen und Luftaufnahmen der Norwegisch-Britisch-Schwedischen Antarktisexpedition (1949–1952). Der deskriptive Name ist aus dem norwegischen Wort für „Burg“ entlehnt.